# Vexin-sur-Epte
Pour les articles homonymes, voir Vexin (homonymie) et Epte (homonymie).
Vexin-sur-Epte est une commune nouvelle française, constituée le 1er janvier 2016, par quatorze communes membres de la communauté de communes Epte-Vexin-Seine situées dans le département de l'Eure en région Normandie.

## Géographie

### Localisation
La commune nouvelle se trouve dans l'Est de l'Eure, et possède une superficie de 114,49 km2. Le chef-lieu défini est le même que l'ancienne commune d'Écos au « 18 Grande Rue ».

### Communes limitrophes
| Mouflaines, Harquency, Les Andelys, Guiseniers               | Villers-en-Vexin, Les Thilliers-en-Vexin | Authevernes, Château-sur-Epte, Saint-Clair-sur-Epte (Val-d'Oise) |
| Mézières-en-Vexin, Notre-Dame-de-l'Isle                      | Vexin-sur-Epte                           | Montreuil-sur-Epte (Val-d'Oise)                                  |
| Pressagny-l'Orgueilleux, Vernon, Tilly, Heubécourt-Haricourt | Gasny                                    | Bray-et-Lû (Val-d'Oise), Amenucourt (Val-d'Oise)                 |

### Hydrographie
La commune est située dans le bassin Seine-Normandie. Elle est drainée par l'Epte, un bras de l'Epte, le cours d'eau 01 de la commune de Berthenonville, l'Epte, le fossé 01 de la commune de Ecos, le fossé 02 de la commune de Ecos, le fossé 06 de la commune de Tilly et divers autres petits cours d'eau,.
L'Epte, d'une longueur de 113 km, prend sa source dans la commune de Compainville et se jette  dans la Seine à Notre-Dame-de-la-Mer, après avoir traversé 44 communes.Les caractéristiques hydrologiques de l'Epte sont données par la station hydrologique située sur la commune de Vexin-sur-Epte. Le débit moyen mensuel est de 9,08 m3/s. Le débit moyen journalier maximum est de 48,7 m3/s, atteint lors de la crue du 24 mars 2001. Le débit instantané maximal est quant à lui de 50,7 m3/s, atteint le 23 mars 2001.

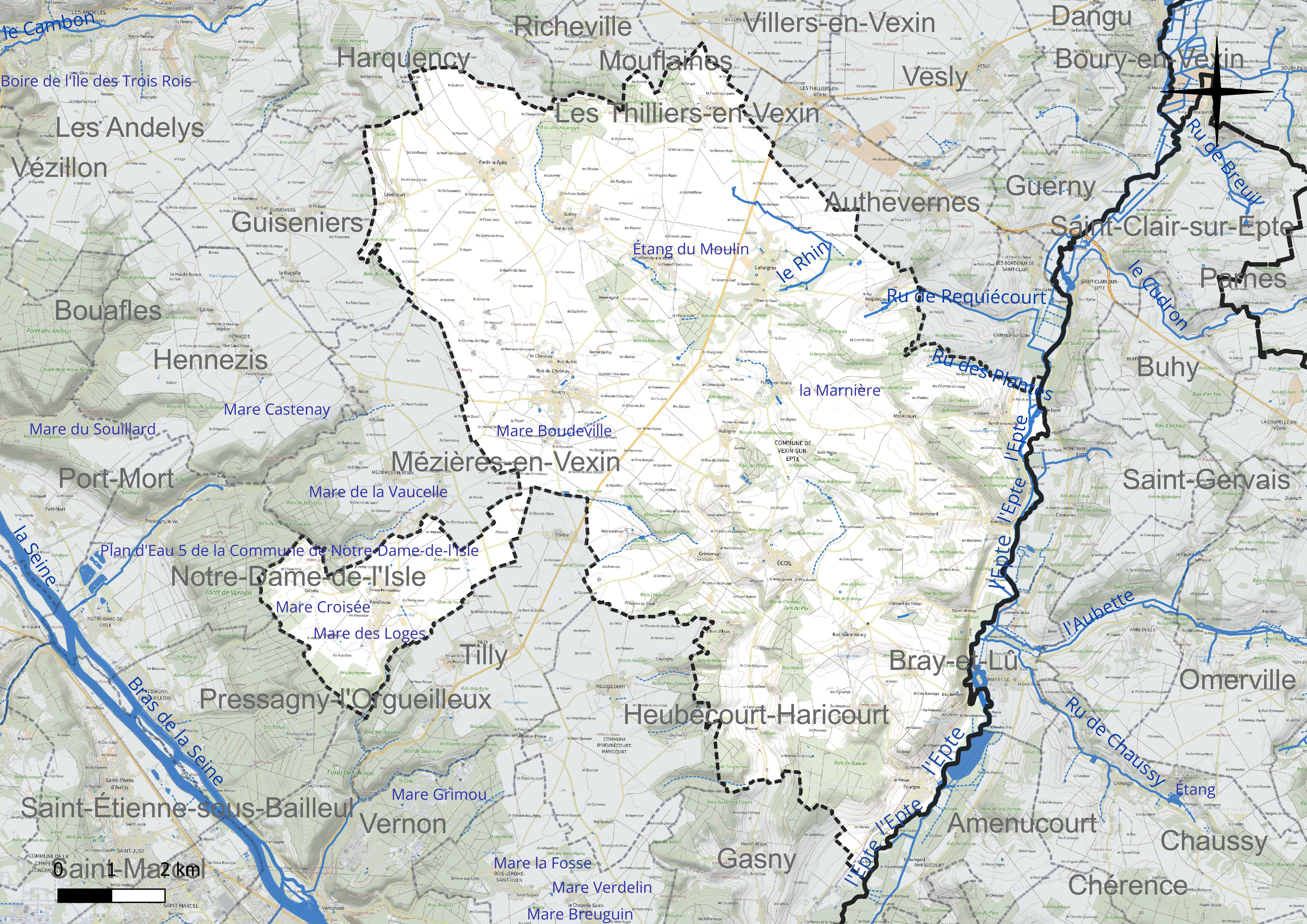
Réseau hydrographique de Vexin-sur-Epte.

Sept plans d'eau complètent le réseau hydrographique : la mare Boudeville (0,2 ha), la mare Croisée (0 ha), la mare de la Ville (0,1 ha), la mare des Loges (0 ha), la mare du Ray (0 ha), la Marnière (0,2 ha) et l'étang du Moulin (0,1 ha),.

### Climat
Pour des articles plus généraux, voir Climat de la Normandie et Climat de l'Eure.
En 2010, le climat de la commune est de type climat océanique dégradé des plaines du Centre et du Nord, selon une étude du CNRS s'appuyant sur une série de données couvrant la période 1971-2000. En 2020, Météo-France publie une typologie des climats de la France métropolitaine dans laquelle la commune est exposée à un climat océanique et est dans la région climatique Sud-ouest du bassin Parisien, caractérisée par une faible pluviométrie, notamment au printemps (120 à 150 mm) et un hiver froid (3,5 °C). Parallèlement le GIEC normand, un groupe régional d’experts sur le climat, différencie quant à lui, dans une étude de 2020, trois grands types de climats pour la région Normandie, nuancés à une échelle plus fine par les facteurs géographiques locaux. La commune est, selon ce zonage, exposée à un « climat des plateaux abrités », correspondant aux plaines agricoles de l’Eure, avec une pluviométrie beaucoup plus faible que dans la plaine de Caen en raison du double effet d’abri provoqué par les collines du Bocage normand et par celles qui s’étendent sur un axe du Pays d'Auge au Perche.
Pour la période 1971-2000, la température annuelle moyenne est de 10,4 °C, avec  une amplitude thermique annuelle de 14,2 °C. Le cumul annuel moyen de précipitations est de 734 mm, avec 11,8 jours de précipitations en janvier et 8,3 jours en juillet. Pour la période 1991-2020, la température moyenne annuelle observée sur la station météorologique la plus proche, située sur la commune d'Étrépagny à 16 km à vol d'oiseau, est de 11,3 °C et le cumul annuel moyen de précipitations est de 774,0 mm,. Pour l'avenir, les paramètres climatiques de la commune estimés pour 2050 selon différents scénarios d’émission de gaz à effet de serre sont consultables sur un site dédié publié par Météo-France en novembre 2022.

## Urbanisme

### Typologie
Au 1er janvier 2024, Vexin-sur-Epte est catégorisée commune rurale à habitat dispersé, selon la nouvelle grille communale de densité à 7 niveaux définie par l'Insee en 2022.
Elle est située hors unité urbaine. Par ailleurs la commune fait partie de l'aire d'attraction de Paris, dont elle est une commune de la couronne,.

## Toponymie
Vexin-sur-Epte est un néo-toponyme tiré du nom de la région, le Vexin normand et de la rivière l'Epte.

## Histoire
Plusieurs communes de la communauté de communes Epte-Vexin-Seine émettent le souhait de se rassembler dans une commune nouvelle. Ce projet de création d'une commune nouvelle est approuvé par les conseils municipaux de quatorze communes :
- Berthenonville,
- Bus-Saint-Rémy,
- Cahaignes,
- Cantiers,
- Civières,
- Dampsmesnil,
- Écos,
- Fontenay-en-Vexin,
- Forêt-la-Folie,
- Fourges,
- Fours-en-Vexin,
- Guitry,
- Panilleuse
- Tourny.

L'arrêté préfectoral du 4 décembre 2015 a officiellement créé la nouvelle commune pour une mise en place le 1er janvier 2016.

## Politique et administration

### Conseil municipal
Jusqu'aux élections municipales de 2020, le conseil municipal de la nouvelle commune était constitué des adjoints et maires des anciennes communes.
| Nom            | Code Insee | Intercommunalité              | Superficie (km2) | Population (dernière pop. légale) | Densité (hab./km2) |
| -------------- | ---------- | ----------------------------- | ---------------- | --------------------------------- | ------------------ |
| Écos (siège)   | 27213      | Seine Normandie Agglomération | 15,23            | 1 054 (2013)                      | 69                 |
| Berthenonville | 27060      | Seine Normandie Agglomération | 5,92             | 256 (2013)                        | 43                 |
| Bus-Saint-Rémy | 27121      | Seine Normandie Agglomération | 7,77             | 327 (2013)                        | 42                 |
| Cahaignes      | 27122      | Seine Normandie Agglomération | 9,54             | 362 (2013)                        | 38                 |
| Cantiers       | 27128      | Seine Normandie Agglomération | 2,28             | 233 (2013)                        | 102                |
| Civières       | 27160      | Seine Normandie Agglomération | 7,77             | 218 (2013)                        | 28                 |
| Dampsmesnil    | 27197      | Seine Normandie Agglomération | 5,61             | 201 (2013)                        | 36                 |
| Fontenay       | 27255      | Seine Normandie Agglomération | 6,76             | 309 (2013)                        | 46                 |
| Forêt-la-Folie | 27257      | Seine Normandie Agglomération | 11,02            | 490 (2013)                        | 44                 |
| Fourges        | 27262      | Seine Normandie Agglomération | 7,72             | 798 (2013)                        | 103                |
| Fours-en-Vexin | 27264      | Seine Normandie Agglomération | 5,92             | 196 (2013)                        | 33                 |
| Guitry         | 27308      | Seine Normandie Agglomération | 8,13             | 252 (2013)                        | 31                 |
| Panilleuse     | 27449      | Seine Normandie Agglomération | 8,87             | 448 (2013)                        | 51                 |
| Tourny         | 27653      | Seine Normandie Agglomération | 11,95            | 938 (2013)                        | 78                 |

### Liste des maires
| Période        | Période  | Identité      | Étiquette | Qualité                                                         |
| -------------- | -------- | ------------- | --------- | --------------------------------------------------------------- |
| 4 janvier 2016 | 2020     | Michel Jouyet | LR        | Ancien conseiller général du canton d'Écos, ancien maire d'Écos |
| mai 2020       | En cours | Thomas Durand | DVD       | Ancien maire de Tourny                                          |

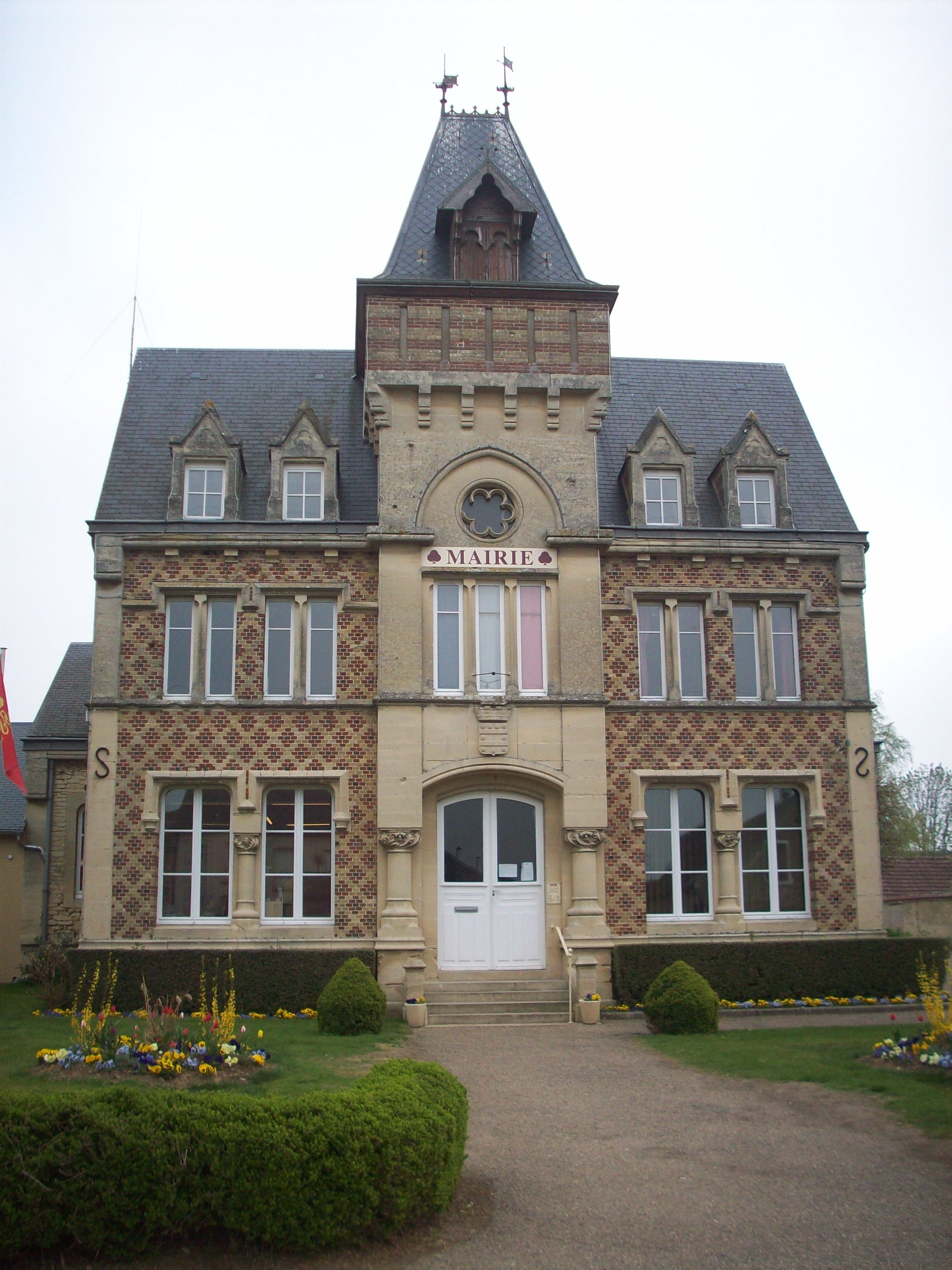
Mairie de Vexin-sur-Epte.

Le nombre d'habitants, au dernier recensement, étant compris entre 5000 et 9999, le nombre de membres du conseil municipal est de 29.

## Population et société

### Démographie
L'évolution du nombre d'habitants est connue à travers les recensements de la population effectués dans la commune depuis sa création.

En 2022, la commune comptait 6 026 habitants, en évolution de −1,55 % par rapport à 2016 (Eure : −0,25 %, France hors Mayotte : +2,11 %).
| 2014  | 2019  | 2022  |
| ----- | ----- | ----- |
| 6 031 | 5 952 | 6 026 |

## Économie
Il convient de se reporter aux articles consacrés aux anciennes communes fusionnées.

## Culture locale et patrimoine

### Lieux et monuments
- Église Saint-Ouen de Berthenonville.
- Abbaye Notre-Dame du Trésor.
- Le château d'Aveny, situé au hameau du même nom, est un lieu remarquable implanté à Dampsmesnil. Il est inscrit à l’Inventaire général. Repris en 2021, il accueille des événements privés et professionnels.
- Le château de Beauregard situé dans le quartier de Fontenay-en-Vexin, est classé au titre des Monuments historiques par un arrêté du 16 avril 1943[24]. Au XVIIIe siècle, il fut le lieu de naissance et de villégiature de Guillaume Amfrye de Chaulieu, poète libertin et courtisan français ; puis la résidence du comte Léon de Laborde, homme politique et archéologue du Second Empire, qui y mourut en 1869. Le château fut occupé par les Prussiens en 1870[25], puis par les Allemands pendant la Seconde Guerre mondiale.
- Château de Cahaignes.
- Château du Chesnay-Haguest.

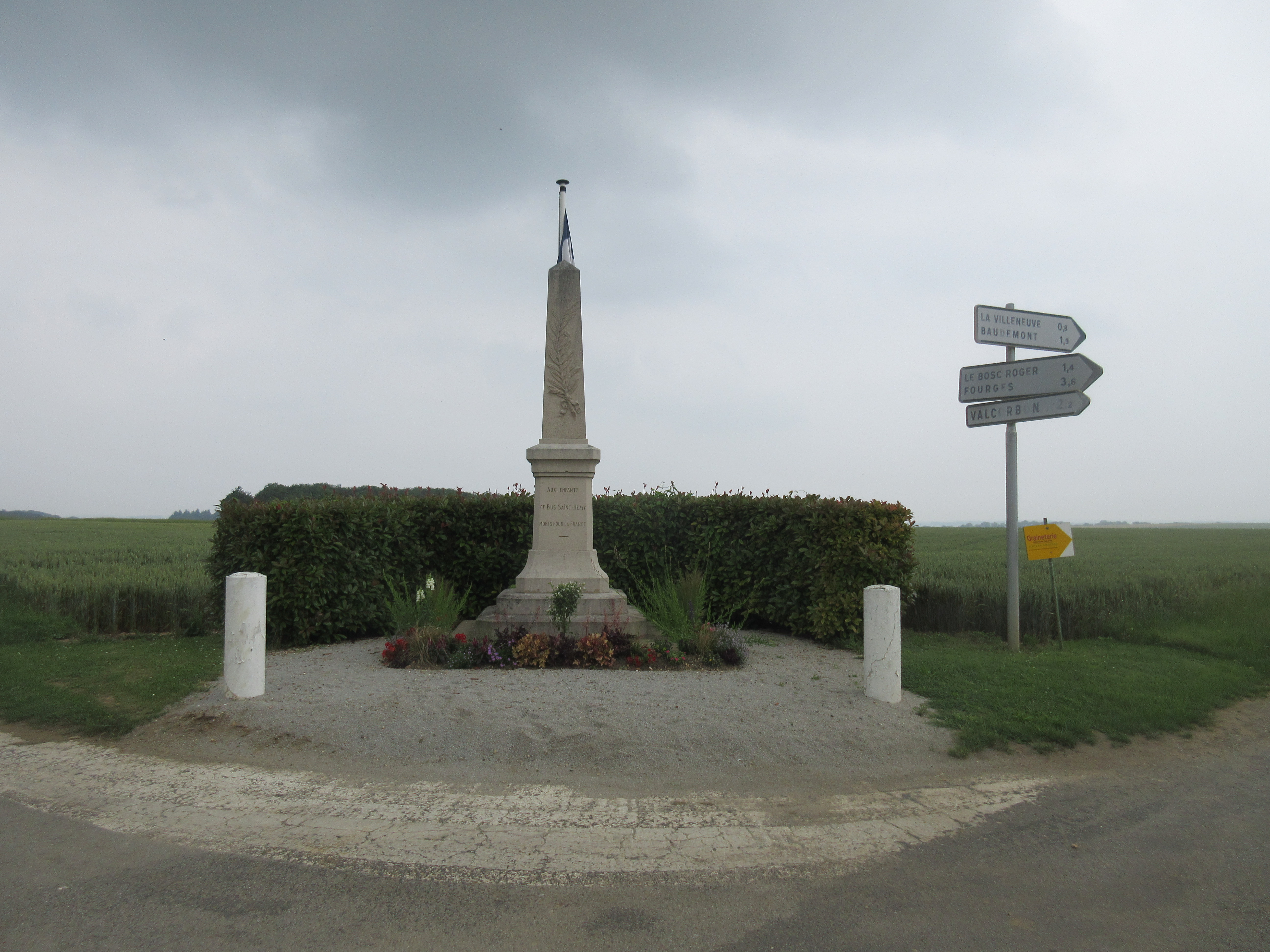
Monument aux morts de Bus-Saint-Rémy.
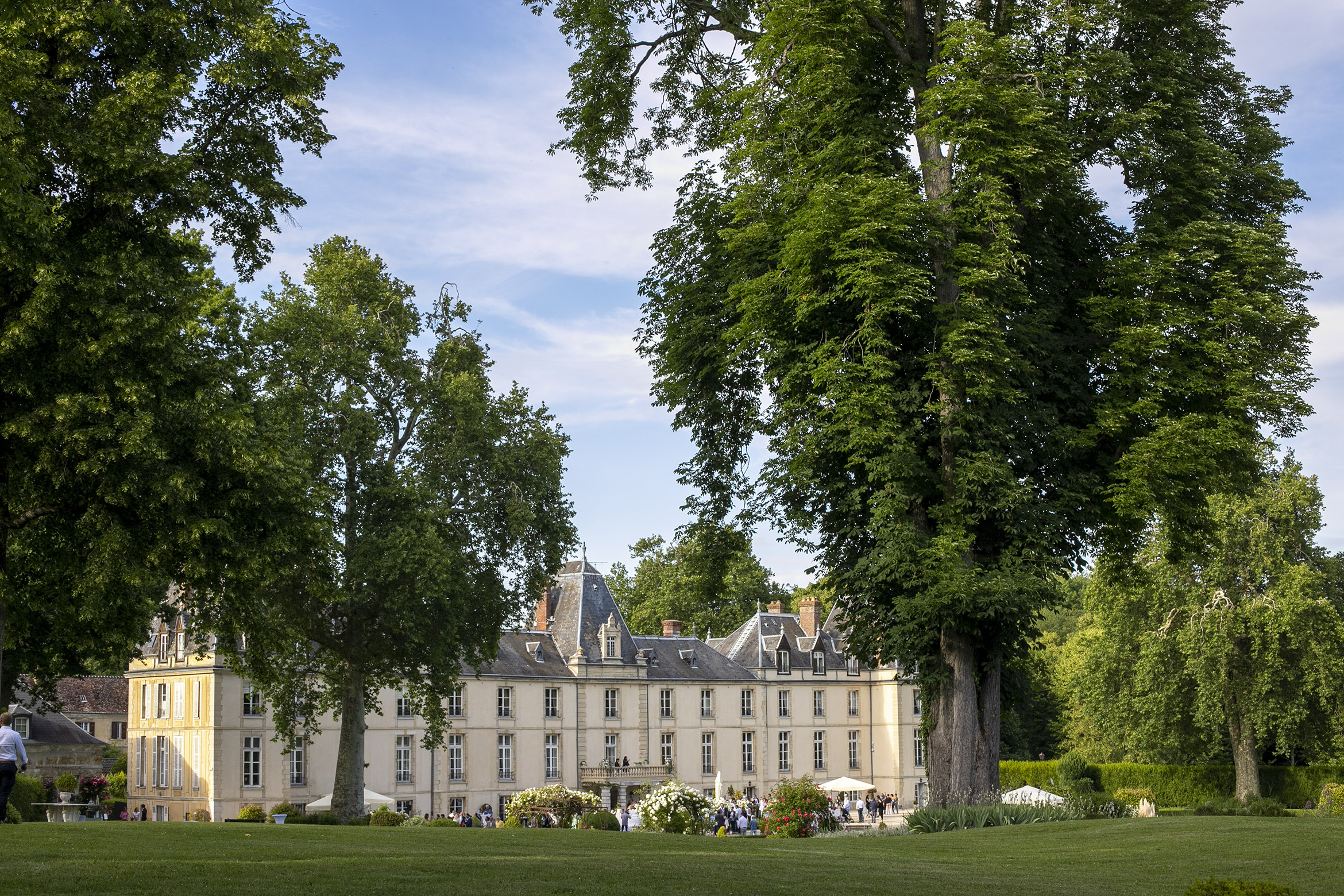
Château d'Aveny à Dampsmesnil.

### Patrimoine naturel

#### Site classé
- Le moulin de Fourges, son pont, ses vannes et les 13 arbres voisins (1 marronnier d’Inde et 12 tilleuls),  Site classé (1933)[26] ;
- l'église Notre-Dame de Tourny,  Site classé (20 mars 1912)[27] ;
- L'église de Berthenonville, le cimetière y attenant avec son calvaire, le monument aux morts et les 3 marronniers qui l'entourent,  Site classé (1934)[28] ;
- La vallée de l'Epte,  Site classé (1982)[29].

### Peinture
Le concours international de peinture grand format à Fourges, une des manifestations du festival Normandie impressionniste, est organisée depuis 2013.